# 狐ヶ崎ヤングランド
狐ヶ崎ヤングランド（きつねがさきヤングランド）は、かつて静岡県清水市（現・静岡市清水区）に存在した遊園地である。

## 沿革
- 1926年10月31日 静岡電気鉄道（現・静岡鉄道）経営による「狐ヶ崎遊園地」仮開園[2]:78。
- 1927年4月1日 「狐ヶ崎遊園地」本開園。
- 1927年11月25日 PRソングとして「ちゃっきり節」「狐音頭」を制作し公開。
- 1967年10月16日 改装のため一時閉園。
- 1968年6月8日 「狐ヶ崎ヤングランド」に改称し開園。
- 1993年9月5日 施設の老朽化などに伴い閉園[1]（ボウリング施設はジャスコ清水店建設開始まで存続）。
- 1999年5月2日 跡地に建設されたジャスコ清水店（現：イオン清水店）内に「狐ヶ崎ヤングランドボウル」開業。

## 施設
- ジェットコースター
  - 南幹線の橋梁に接して乗降場があり、園内東側に環状の軌道が高架で敷かれていた。宙返り部などは存在しない。
- プール（6月下旬から9月上旬にかけての夏季期間中）
  - 50 mプール、「流れるプール」、幼児用プールなどが存在。ゴムボートなどの貸出も実施されていた。
- ウォータースライダー
- スケート場（冬季）
  - 上記の50 mプールを上記のウォータースライダーの鉄塔に上端を固定した大型テントで覆い、スケートリンクに仕立てていた。近隣学校の行事として「スケート教室」などが実施されていた。冷媒としてフロンガスを使用していたことが同施設の命取りとなった。
- スリラーハウス
  - いわゆる「お化け屋敷」。乗り物に乗って場内を回るものであったが、その乗り物は沖縄海洋博のあるパビリオンで使用していたものを転用していた。
- サイクルモノレール
- マッドマウス
  - 小型のジェットコースター
- ボート
  - 隣接する上原堤を利用したもの
- メリーゴーランド
- ゲームコーナー
- こども列車
- 観覧車
  - 末期。規模も大きくなく、デパートなどの屋上に設置される程度の大きさ
- ボウリング場
  - 「狐ヶ崎ヤングランドボウル」として閉園後も営業を続け、ジャスコ清水店建設中は休業したものの現在も営業
- 聖一国師堂[3]
  - ジャスコ清水店開店時間内の昼間なら参詣可能
- 潜水艦
  - 潜水艦に乗り込み水中を探検

このほか、廃止となった静岡鉄道駿遠線の客車を展示保存していたことがあったが、いつしか解体処分されている。

## 補足
- 2013年1月10日放送の『ピエール瀧のしょんないTV』（静岡朝日テレビ）では、ピエール瀧が柴田英嗣（アンタッチャブル）、ハリウッドザコシショウと共にヤングランドの跡地を訪れた。ちなみに当時のヤングランド社員の一人が柴田やザコシショウと同じ中学校に通っていたことが判明している[4]。
- 2015年11月11日放送の『5時に夢中!』(TOKYO MX)“追跡! ベスト8”のコーナーで、同番組のレギュラーである女優・美保純（静岡市葵区出身）の思い出の地としてヤングランドが取り上げられ、当時の社員がVTR出演した[1]。